# Nicole Cooke

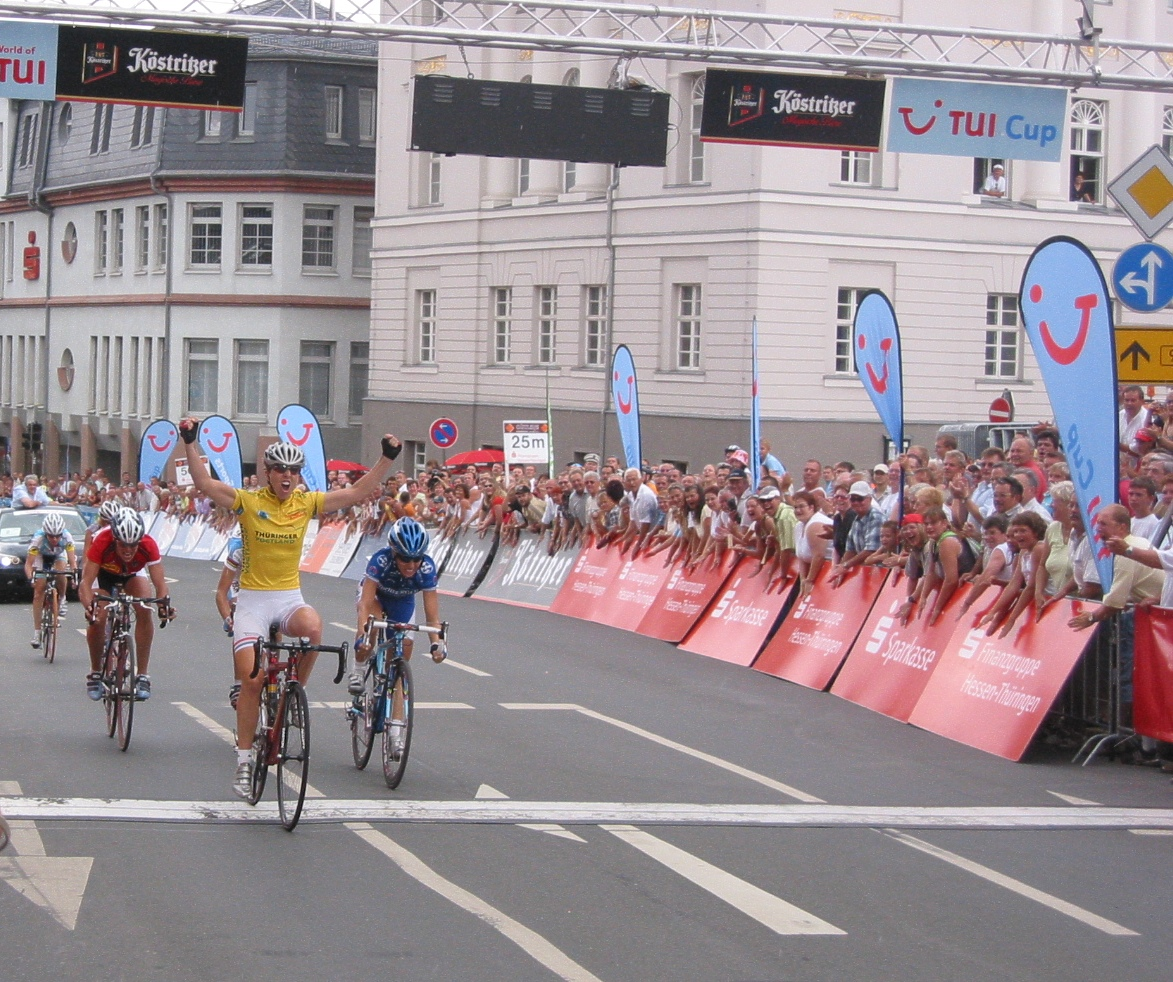
Nicole Cooke al 2006

Nicole Cooke (Swansea, 1 d'abril de 1983) és una ex-ciclista professional gal·lesa.
Als 16 anys, Cooke va guanyar el seu primer títol nacional sènior, sent la dona més jove en guanyar el Campionat de la Gran Bretanya. El 2001 va rebre el Bidlake Memorial Prize, guardó atorgat en honor del seu rendiment i a la seva contribució al desenvolupament del ciclisme. També va guanyar quatre títols mundials júnior.
Ha estat la ciclista més jove que ha guanyat la Copa del Món i el Giro d'Itàlia. A més, compta amb dues victòries al Gran Bucle, el 2006 i el 2007. L'1 d'agost de 2006, va assolir el número 1 en la classificació femenina de l'UCI.

## Palmarès
- 1999
  -  Campiona del Regne Unit en ruta
- 2000
  -  Campiona del món júnior en ruta
- 2001
  -  Campiona del món júnior en ruta
  -  Campiona del món júnior en contrarellotge
  -  Campiona del món júnior en Camp a través
  -  Campiona del Regne Unit en ruta
  -  Campiona de la Gran Bretanya en Camp a través
  -  Campiona de la Gran Bretanya en Ciclocròs
- 2002
  - 1a en la prova de ruta dels Jocs de la Commonwealth
  -  Campiona del Regne Unit en ruta
  - 1a al Trofeu Costa Etrusca
- 2003
  -  Campiona del Regne Unit en ruta
  - 1a a la Copa del món
  - 1a a l'Amstel Gold Race
  - 1a a la Fletxa Valona femenina
  - 1a al Gran Premi de Plouay
  - Vencedora d'una etapa al Holland Ladies Tour
  - Vencedora d'una etapa al Giro de Toscana-Memorial Michela Fanini
  - 3a al Campionat Mundial de Ciclisme en Ruta
- 2004
  -  Campiona del Regne Unit en ruta
  - 1a al Giro d'Itàlia i vencedora d'una etapa
  - Vencedora d'una etapa al Giro de Toscana-Memorial Michela Fanini
- 2005
  -  Campiona del Regne Unit en ruta
  - 1a a la Fletxa Valona femenina
  - 1a al Trofeu Alfredo Binda
  - 1a al Gran Premi de Dottignies
  - 1a al Trofeu Costa Etrusca
  - Vencedora d'una etapa al Holland Ladies Tour
  - Vencedora d'una etapa al Giro de Toscana-Memorial Michela Fanini
  - 2a en el Campionat Mundial de Ciclisme en Ruta
- 2006
  -  Campiona del Regne Unit en ruta
  - 1a a la Copa del món
  - 1a al Gran Bucle i vencedora de 2 etapes
  - 1a al Gran Premi Castella i Lleó
  - 1a a la Fletxa Valona femenina
  - 1a a la Treial Amser Tîm yr Awr Aur
  - 1a a la Volta a Turíngia i vencedora de 4 etapes
  - 1a a L'hora d'or femenina (CRE)
  - 3a als Jocs de la Commonwealth
  - 3a en el Campionat Mundial de Ciclisme en Ruta
- 2007
  -  Campiona del Regne Unit en ruta
  - 1a al Gran Bucle i vencedora de 2 etapes
  - 1a al Tour de Flandes
  - 1a al Trofeu Alfredo Binda
  - 1a a la Geelong World Cup
  - 1a al Geelong Tour
  - 1a al Gran Premi Cham-Hagendorn
  - 1a al Gran Premi Santa Luce-Castellina Marittima
  - Vencedora d'una etapa a l'Albstadt-Frauen-Etappenrennen
  - 2a a la Copa del món
- 2008
  -  Medalla d'Or Olímpic a la prova en ruta de Beijing 2008
  -  Campiona del Món en ruta
  -  Campiona del Regne Unit en ruta
  - Vencedora d'una etapa al Tour de l'Aude
  - Vencedora d'una etapa al Tour de l'Ardecha
- 2009
  -  Campiona del Regne Unit en ruta
  - 1a al Giro del Trentino i vencedora d'una etapa
  - Vencedora de 2 etapes a l'Emakumeen Bira
- 2010
  - Vencedora d'una etapa a l'Emakumeen Bira
- 2011
  - Vencedora d'una etapa al Giro d'Itàlia
- 2012
  - Vencedora d'una etapa a l'Energiewacht Tour